# Epichilo
Epichilo là một chi bướm đêm thuộc họ Crambidae.